# Рейд на Нассау (1703)
Рейд на Нассау — франко-испанская экспедиция против принадлежащего англичанам острова Нью-Провиденс в октябре 1703 года, состоявшаяся в рамках войны за испанское наследство. Окончилась победой союзников с кратковременной оккупацией и разрушением каперской базы англичан и островной столицы Нассау. Форт Нассау был разрушен, а английского губернатора со всеми английскими солдатами взяли в плен. Прибывший год спустя новый английский губернатор Эдвард Бёрч был настолько шокирован разрушениями, что вернулся в Англию всего через несколько месяцев.

## Набег
Наместники колоний Сантьяго-де-Куба и Сан-Доминго рассматривали Нассау как угрозу и организовали совместную экспедицию испанских солдат и французских буканьеров, отправив их в Нассау в октябре 1703 года на борту двух фрегатов под командованием офицеров Бласа Морено Мондрагона и Клода Ле Шене.
Они застали врасплох 250 английских жителей столицы Нью-Провиденса, убив более 100, взяв 80-100 пленных, захватив 22 орудия, разрушив все укрепления и вернувшись через несколько дней в Сантьяго-де-Куба с пленными и 13 корабли в качестве военных трофеев. Среди заключенных был губернатор Эллис Лайтвуд.

## Последствия
Английские поселенцы прятались в лесах, пока опасность не миновала. Вернувшись, они обнаружили разрушенный город, после чего перебрались в другие поселения. Англия мало интересовалась делами Нью-Провиденса и даже не знала о произошедшей катастрофе. Эдвард Берч был назначен новым губернатором, но, прибыв в Нассау, обнаружил его полностью заброшенным. Из-за этого он был вынужден вернуться домой, так и не занявшись порученной работой.
В результате другого набега в 1706 году только двадцать семь семей все ещё проживало в импровизированных хижинах на острове Нью-Провиденс, в то время как скудная зарубежная торговля иссякла и из Англии не прибыло ни новых губернаторов, ни помощи.
Джон Грейвс (приехавший на Багамы вместе с Томасом Бриджесом в 1686 году и одно время служивший министром по делам колоний) сообщил в 1706 году, что немногие выжившие в Нью-Провиденсе "жили рассеянно в маленьких хижинах, готовые при любом нападении укрыться в лесу.